# João Manuel da Cruz da Silva Leitão
João Manuel da Cruz da Silva Leitão (* 26. August 1952 in Viana do Castelo) ist ein portugiesischer Diplomat.

## Werdegang
Silva Leitão schloss sein Studium der Rechtswissenschaften an der Universität Lissabon ab und absolvierte anschließend an der gleichen Fakultät einen Master-Studiengang in Politikwissenschaften. Von 1976 bis 1984 war er wissenschaftlicher Assistent an seiner Fakultät.
Am 30. Juni 1979 trat er in den diplomatischen Dienst seines Landes ein. Am 9. Februar 1984 wurde er zum Generalkonsul in Frankfurt am Main ernannt. Am 22. September 1986 wechselte er in die portugiesische Botschaft in Moskau. Von 1. Juni 1991 an war er Leiter der Abteilung für multilaterale Beziehungen und am 8. Juni 1993 wurde er zum Botschaftsrat ernannt. Ab 13. Juni 1994 war er an der portugiesischen Botschaft in Bonn, ab 19. Juni 1999 in der Staatskanzlei. Am 24. September 1999 wurde er zum Bevollmächtigten Minister und Stellvertretenden Generaldirektor für bilaterale Beziehungen ernannt.
Von 2004 bis 2008 war er portugiesischer Botschafter in Finnland, von 2008 bis 2012 Botschafter in Litauen. Mit Wirkung vom 15. Februar 2012 wurde zum Generalinspekteur des Diplomatischen Dienstes (IGDC) ernannt. Am 12. Dezember 2016 wurde er zum Botschafter Portugals in Polen ernannt. Zugleich wurde er am 16. September 2016 aus dem Amt des Generalinspekteurs entlassen. Zum 26. Dezember 2018 wurde er mit Erreichen der Altersgrenze aus Warschau abberufen.

## Ehrungen
- 1989: Offizier des Ordens des Infanten Dom Henrique
- 2001: Großoffizier des Verdienstordens der Italienischen Republik
- 2003: Kommandeur des Drei-Sterne-Ordens
- 2003: Orden des Marienland-Kreuzes 3. Klasse
- 2004: Großkreuz des Ordens für Verdienst
- 29. Oktober 2012: Großkreuz des Verdienstordens der Bundesrepublik Deutschland

## Quelle
- Diário da República, 2.ª série — N.º 48 — 7. März 2012